# ハァって言うゲーム
もしかして
- はぁって言うゲーム

ではありませんか？